# Visconde da Barreira
Visconde da Barreira é um título nobiliárquico criado por D. Carlos I de Portugal, por Decreto de 9 de Janeiro de 1902, em favor de António Carlos da Costa Guerra.
Titulares
1. António Carlos da Costa Guerra, 1.º Visconde da Barreira;
2. João Carlos Marques da Silva e Costa Guerra, 2.º Visconde da Barreira.

Após a Implantação da República Portuguesa, e com o fim do sistema nobiliárquico, usaram o título:
1. António Carlos Pereira da Costa Guerra, 3.º Visconde da Barreira;
2. António Carlos de Oliveira Simões Pereira da Costa Guerra, 4.º Visconde da Barreira;
3. João Carlos Perdigão da Costa Guerra, 5.º Visconde da Barreira.